# هنري هولمز
هنري هولمز (بالإنجليزية: Henry Holmes)‏ هو سياسي بريطاني (وحمل سابقاً جنسية المملكة المتحدة لبريطانيا العظمى وأيرلندا)، ولد في 1912، وتوفي في 8 يوليو 1992. انتخب عضو برلمان أيرلندا الشمالية.